# Cyanidium caldarium
Cyanidium caldarium là một loài tảo trong họ Chlamydomonadaceae, thuộc chi Cyanidium.